# ユニティ (ISS)

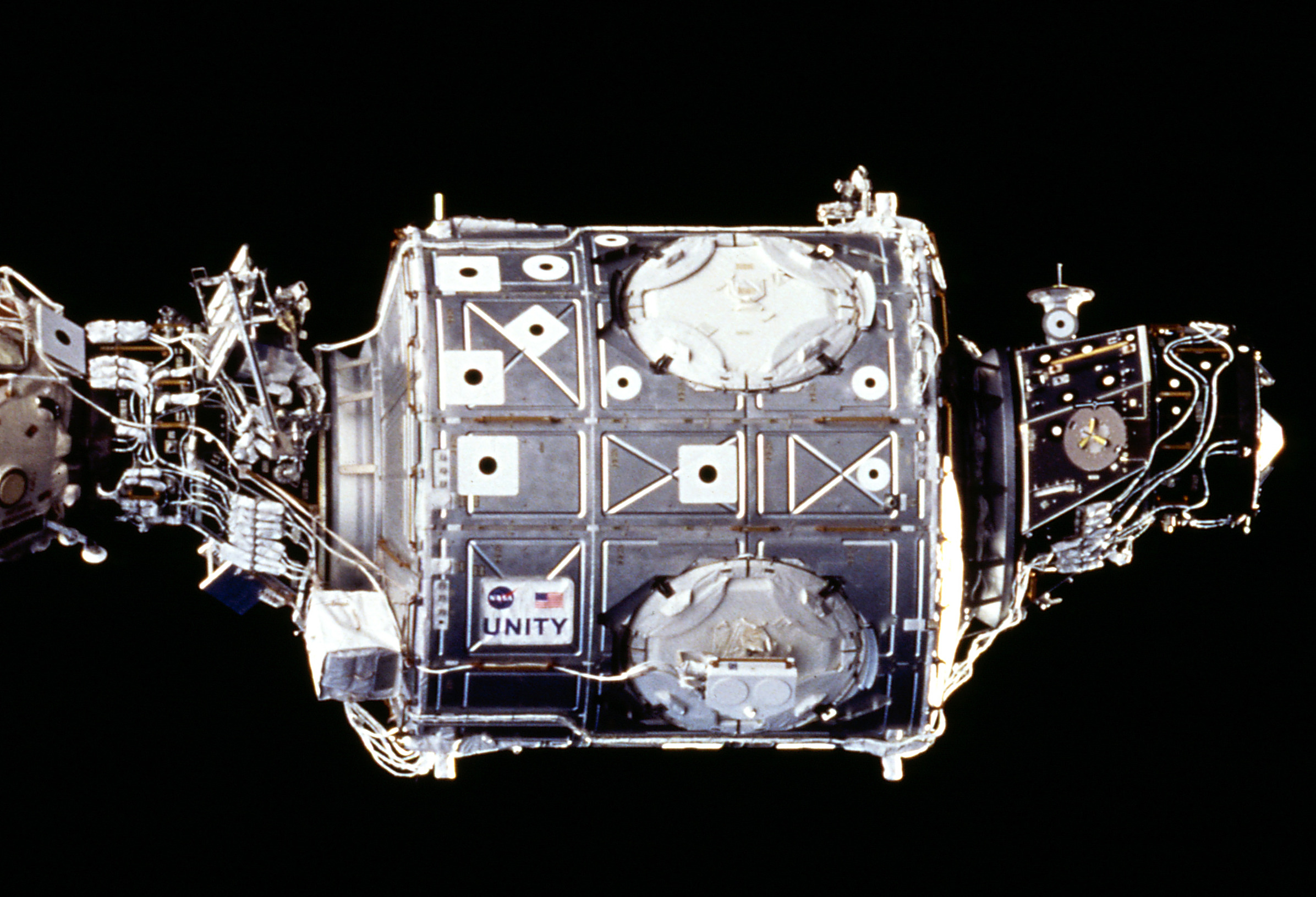
ISS ユニティ (NASA)

ユニティ（英: Unity）は、国際宇宙ステーション (ISS) を構成するモジュールの1つで、米国製としては初のモジュールである。円筒形で6箇所（前後左右と上下）の結合場所があり、他のモジュールを接続できるようになっている。大きさは直径が15フィート、全長が18フィートで、アラバマ州ハンツビルのマーシャル宇宙飛行センターにある製造設備でボーイング社により建造された。ノード1と呼ばれることもあり、ISS の完成時には3つとなる接続モジュールの最初の1つである。

## 打ち上げと最初の接続
スペースシャトル初の ISS 組み立てミッションである STS-88 で、エンデバーのメインのペイロードとして軌道上に運ばれた。1998年12月6日、ユニティ後部の結合ポートと、すでに軌道上にあったザーリャモジュールの前部ハッチが STS-88 の搭乗員により接続された（ザーリャは米国が資金提供してロシアが建造したもので、カザフスタンのバイコヌール宇宙基地からロシアのプロトンロケットで事前に打ち上げられていた）。

## 他のモジュールとの接続
ザーリャとの接続の他に、現在では米国のデスティニー（STS-98で接続）、Z-1トラス（初期の外部構造、STS-92で接続）、与圧結合アダプタのPMA-3（STS-92で接続）、クエストエアロック（STS-104で接続）、トランクウィリティーとキューポラ（STS-130で接続）が接続されている。
さらに、多目的補給モジュールであるレオナルドとラファエロが、何回かのミッションでユニティに接続されている。

## 詳細
ガスや液体などの流体、環境制御・生命維持システム、電力やデータ通信システムなどといった宇宙ステーションに欠かせない資源は、ユニティを通して作業・居住区へ供給される。ユニティには、5万個以上の機械部品、液体や気体が通る216本の配管、合計6マイルの電線を使った121本の内部・外部の電気ケーブルが取り付けられている。ユニティの外壁と構造はアルミニウム製である。
エンデバーでの打ち上げ前に、ユニティの前後の共通結合機構にあらかじめ円錐形の与圧結合アダプタ (PMA-1とPMA-2) が取り付けられた。ユニティと2つの結合アダプタの重量は、合計で約25,600ポンドある。このアダプタはモジュールの結合機構であり、スペースシャトルやロシアのモジュールで使われているドッキングシステムとのドッキングのために用意されたものである。PMA-1 はザーリャとユニティを恒久的に結合させるために使われ、PMA-2 はトランクウィリティーに移設されシャトルとの結合のためのドッキングポートとして使われた。ユニティの初期の指揮統制を行なうコンピュータやマルチプレクサ・デマルチプレクサ（多重化復調器：MDM）は、PMA-1 の外部に取り付けられている。初期のステーション組み立て活動においてロシアの通信システムを補うために、ヒューストンの管制センターとデータや音声やデータ速度の低いビデオ通信ができる初期通信システムも装備されていたが、この初期通信システムは、その後撤去された。

## その他のノード
残る2つの接続モジュール（ノード）は、NASA と 欧州宇宙機関 (ESA) の合意のもとでイタリアのアレーニア・エアロスパシオで建造された。ハーモニー（ノード2）とトランクウィリティーはユニティよりもわずかに長い約21フィートの長さで、6つの結合ポートに加えて8台の国際標準実験ラック (ISPR) と同等サイズのラックを設置している。それに比べると、ユニティは半分の4台のラックしか搭載していない。ESA が建造したハーモニーとトランクウィリティーは、コロンバスやその他の ESA の機器をスペースシャトルで打ち上げるための費用を相殺する形にされている。

## 仕様
- 全長: 5.49 m
- 直径: 4.57 m
- 質量: 11,612 kg